# うみねこのなく頃に咲
『うみねこのなく頃に咲』（うみねこのなくころに さく）は、07th Expansionから2019年10月4日に頒布された日本のビジュアルノベル作品。タイトルは『うみねこのなく頃に咲』のように「な」を赤文字で表記する。
原作『うみねこのなく頃に』シリーズの全シナリオを収録し、新規シナリオ「我らの告白」および「Last note of the golden witch」の2本が追加されたオールインワンパッケージとして位置付けられている。
ゲームエンジンには、従来使用されていた「Nscripter」ではなく、「PONScripter」が採用されている。これに伴い、グラフィックがHD解像度に対応し、16:9モニターにおけるフルスクリーンモードにも対応している。従来のNscripter環境下では4:3比率を前提とした設計であったため、16:9モニターでのフルスクリーン時に画面の横方向への引き伸ばしが生じていたが、本作ではそれが解消されている。
また、収録されている一部楽曲については過去バージョンと異なり差し換えが行われている。

## 『咲』にて新たに登場した人物
フラウロス
声 - 本木咲黒
『我らの告白』にて登場。
「だぜぃ」が口癖。活発な性格で、ケモノ耳と露出が多い服装が特徴。炎を操る。
ピース
声 - 東山奈央
フェザリーヌ・アウグストゥス・アウローラの駒であり、『Last note of the golden witch』のゲームマスター。名前は駒を意味するPieceに由来する。
両手でピースサインを作りながら、下品な笑い声を上げるのが特徴。対象を飲み込み、飲み込まれた対象を全ての人物の記憶から消滅させる力を持つ。
ウェルギリアス
声 - 北山恭祐
没エピソードである『Land of the golden witch』に登場する予定だった人物。この人物の設定を元に古戸ヱリカが作られた。
ミスリードする推理を連発し、Ep2にて魔女幻想に屈した戦人を更に苦しめる存在として描かれる予定だった。状況証拠を自分が望むようにつなぎ合わせ、自分自身が望む推理で世界を確定させる力を持つ。

## 新規収録シナリオ
『我らの告白』
ベアトリーチェによる執筆途中の原稿をドラノールは読み始める。それはまだ物語にすらなっていない、事件のおおまかな流れとトリックについての注釈が添えられているだけのプロット帳のようなものであった。
『Last note of the golden witch』
魔女の喫茶室に突如として呼び出された戦人と縁寿、そしてベアトリーチェは、ピースと名乗る魔女から宣戦布告を受ける。ピースは「私はだぁれ？」と3人に向けて出題し、新たなゲームを開始する。

## 主題歌
「白金のエンピレオ」
本木咲黒によるオープニングテーマ。作詞は佐倉かなえとラック眼力、作曲はdai・ラック眼力・xakiの3人、編曲はxaki。
「Last World」
本木咲黒によるエンディングテーマ。作詞・作曲・編曲はxaki。

## 制作経緯
本作は、原作発表から約10年が経過したことを機に制作された。原作ソフトの在庫取り扱いが一部終了したため、竜騎士07は新たに作品に触れたい層に対しては、MangaGamerによる国際版や、スクウェア・エニックスが刊行するコミックス版を推奨する方法を考えていた。しかし、『ひぐらしのなく頃に』の原作ソフトオールインパックである『ひぐらしのなく頃に奉』が一定の反響を得たことを受け、現在も『うみねこ』を支持しているファンに対し、「うみねこの原作ソフトオールインパック」という形で作品を届ける必要があるという思いが芽生えたという。旧来のシステムを現代の環境に対応させることの難しさや、原作者自身の他業務との兼ね合いにより、完成までに一定の時間を要したが、最終的にシリーズ全編を一括収録した本作の頒布に至った。

## スタッフ
- 脚本・原画 - 竜騎士07
- 演出 - ナカオボウシ
- 音楽総監 - dai
- グラフィック - れもたろ、USAGI TENPURA（UI）、ナカオボウシ（背景）
- スクリプト - ナカオボウシ、dai、Witch-Hunt
- システム - BT、八咫桜
- Cordinator - 瀬戸敦
- 制作 - 07th Expansion

## コンシューマー版
『うみねこのなく頃に咲 〜猫箱と夢想の交響曲〜』として、2021年1月28日にエンターグラムよりPlayStation 4およびNintendo Switch向けに発売された。特典として、対戦ゲーム『黄金夢想曲†CROSS』ウンロードコードが同梱されている。2024年3月28日には価格改定されたベスト版が発売された。
本作は、原作『うみねこのなく頃に咲』の内容をベースに、過去にコンシューマー向けに発売された『うみねこのなく頃に 〜魔女と推理の輪舞曲〜』および『うみねこのなく頃に散 〜真実と幻想の夜想曲〜』を完全収録し、原作『翼』および『羽』、そして『咲』に含まれる新規シナリオをコンシューマー向けに初収録している。
テキスト量は10MBを超え、通常のノベルゲーム（1.5〜2MB）の約5本分、ライトノベル（300KB）の約33冊分に相当する。また、全セリフがフルボイス収録されており、ボイス収録は10万ワード以上に達する。解像度はフルHD（1920×1080ピクセル）に対応し、シナリオ追加に伴い新キャラクターの立ち絵やイベントCG、背景の新規追加も行われている。楽曲面では、歴代『うみねこ』シリーズの主題歌・挿入歌・BGMが収録されており、BGMは180曲以上、歌入り楽曲は20曲以上が含まれる。
新規収録シナリオにおいては一部のキャストが変更されており、右代宮秀吉役が広瀬正志から宝亀克寿へ、シエスタ45役が水野マリコから花守ゆみりへ交代している。

### ゲームシステム
ゲーム内に操作説明書が収録されている。Episode1の裏お茶会を読み終えることで、イベントCGを観賞できる「Picture Box」、音楽を観賞できる「Music Box」、挿入ムービーを観賞できる「Movie Box」がそれぞれ追加される。また、読了済みの文章を編ごとに全て読み返せるバックログ機能が備わっている。Ver1.02のアップデートにて、シナリオアンロック機能が追加された。

### 主題歌（コンシューマー版）
「重ね合わせの猫箱」
佐々木李子によるオープニングテーマ。作詞・作曲は志倉千代丸。
本楽曲はシュレディンガーを主軸として作品に寄り添った楽曲であると佐々木は説明している。曲を初めて聞いた時は「唖然」としたといい、ゴシック調のメロディーと歌詞に心惹かれたと述べている。歌詞には難しい言葉が多く含まれているため、一つ一つ意味を調べながら丁寧に、そして言葉の重みを意識しつつ厳かに歌ったと振り返っている。

### スタッフ（コンシューマー版）
- 総監修 - 竜騎士07、07th Expansion
- 音響・演出監修 - 猫桜、麻倉萬智
- 企画・制作ディレクター・構成・演出・スクリプト - 小澤武彦
- プログラム - 中本進一
- 制作プロデューサー - 高野恵介、丸山充弘
- キャラクターデザイン - 江草天仁、FFC
- 開発 - エンターグラム